# 1947 у літературі

## Нагороди
- Нобелівську премію з літератури отримав французький письменник Андре Жід.

## Народились
- 16 січня — Магдален Набб, британська письменниця (померла в 2007).
- 19 жовтня — Гюнар Столесен, норвезький письменник, відомий своїми кримінальними романами.
- 9 листопада — Дермот Гілі, ірландський письменник, драматург, поет, новеліст (помер у 2014).

## Нові книжки
- Видано «Щоденник Анни Франк».